# プロテスタントにおけるマリヤ観

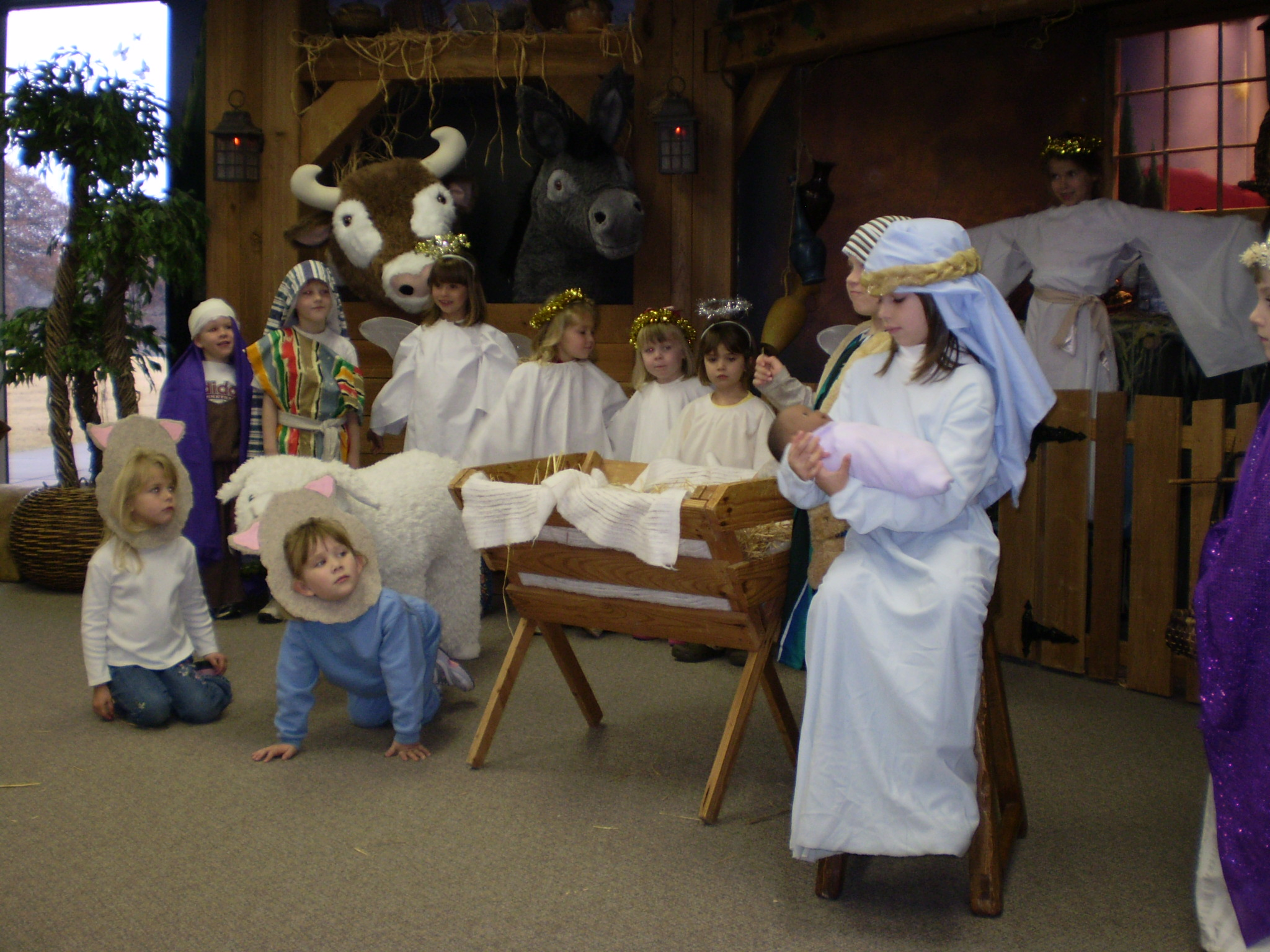
オクラホマ州の長老派教会のクリスマス劇

プロテスタントにおけるマリア観（プロテスタントにおけるマリアかん、英：Protestant views of Mary）では、キリスト教プロテスタントにおけるマリア（プロテスタントでは主の母マリアとも呼ばれる）に対する見解についてのみ記述する。

## 概要

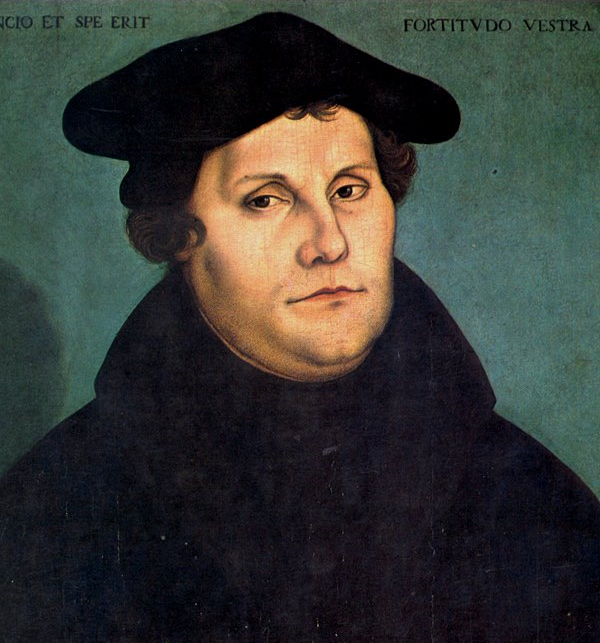
マルティン・ルター

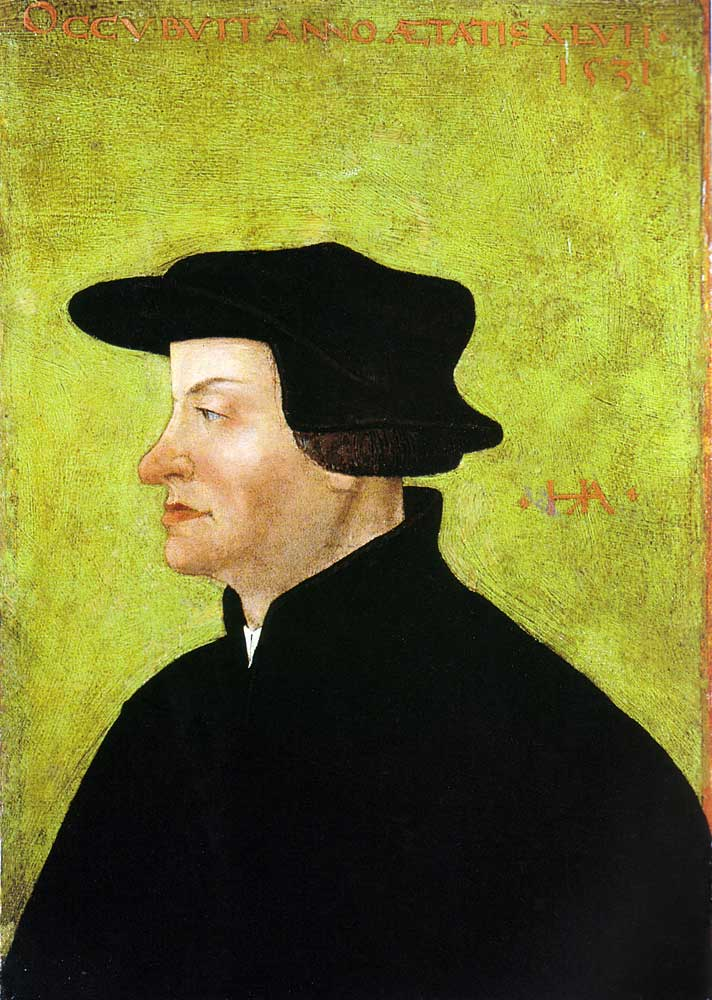
フルドリッヒ・ツヴィングリ

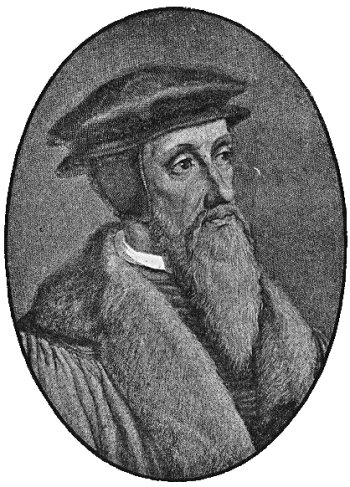
ジャン・カルヴァン

宗教改革者マルティン・ルター、フルドリッヒ・ツヴィングリ、ジャン・カルヴァンの、何が残されたマリア崇敬であるかについての視点は異なっていた。聖書のみ、キリストのみ、ソリ・デオ・グロリア（神にのみ栄光）というプロテスタントの指摘は、プロテスタントの教えにおいて最低限マリアに敬意を持つことを保ち、聖書と信条で短くこれを教えた。

ローマ・カトリックの聖母マリア崇敬の増大、マリアの恵みの仲介者としての役割は、16世紀において一部の宗教改革者たちが取り組んだ問題であった。
しかし、マリアの生活とイエスの母親としての本当の役割が聖書釈義で明らかにされるからである。マリアに関するプロテスタントの典型的な見方は、神の御前においてマリアがへりくだり、従うこと、神のみことばに率直であることを重要視するものであると言える。
当然、様々なプロテスタントの教派は、マリアに栄誉を与えることに批判的である。しかし、特定のルーテル派は非常に栄誉を与えている。

## 初期プロテスタント神学者
初期のプロテスタント神学者にはマリアへの尊敬を表した者がいる。マルティン・ルターはマリアを「最も気高い婦人」、「私たちは決して十分に彼女に栄誉を与えられない」、「マリアへの崇敬は人間の心深くに刻まれる」、またクリスチャンの「すべてが彼女を尊敬する」べきであると言った。カルヴァンは「否定しようもないのは、神がマリアを選んで定め、彼女に高い栄誉を与えたことである」と言った。ツヴィングリは「私は神の母を尊敬する」と言った。ここで見られるように初期プロテスタントはマリアへの尊敬と栄誉を退けなかった。マリア神学についてまだ議論段階だったのである。ルターは初期においてマリアに祈ることを認めていたが、後にこれを否定している。

## プロテスタント神学

### 聖書のみ
プロテスタントは聖書のみの教理に立ち、神の至上のことばとしての聖書を信じる。そのためプロテスタントはローマ・カトリックの聖母神学が聖書に基づかないものである時それを受け入れない。プロテスタントのおもな見解はローマ・カトリックのマリア崇敬が非聖書的であるというものである。ローマ・カトリック聖母神学の無原罪の御宿り、聖母の被昇天、仲介者マリア、共贖者マリアは、いずれも認めていない。

### 神の母

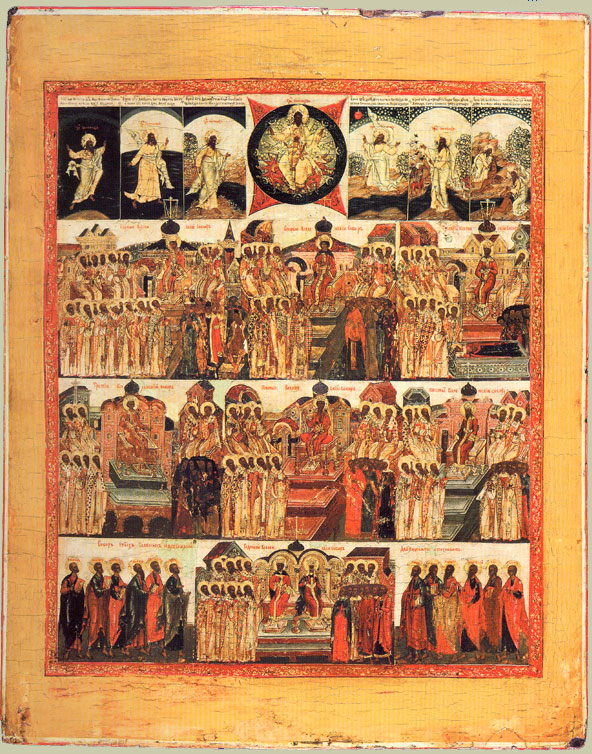
正教会が正統とする、全地公会議のイコン

神の母の称号は、431年エフェソス公会議で承認された。これはネストリウス派に対するもので、この称号は頻繁に非カルケドン派、正教会、ローマ・カトリックの典礼で用いられる。
ルターは述べている。
私たちは神がマリアによって神性を与えられたのでないことを知っている。しかし、この神はマリアの子として生まれた。マリアは神の母である。
しかし、プロテスタントにおいて「神の母」の語は論争の的であった。カルヴァンはその語の「迷信的な」用い方について深い憂慮を表明した。他方、新正統主義のカール・バルトはローマ・カトリックの聖母マリア神学を強く批判する一方でマリアを「神の母」と認めるなど、プロテスタント内に様々な見解がみられる。

## 現代プロテスタント各派の見解

### 自由主義神学
ヒルゲンフェルトら近代聖書批評学を受け入れるリベラル神学者は、ルカによる福音書の「マニフィカト」を含む記事が後世の加筆であると考える。またアドルフ・フォン・ハルナックらはエリザベトが「マリアの賛歌」の作者であると見なしている。ダーフィト・フリードリヒ・シュトラウス、F・C・バウア、ヘルマン・ヴァイセ、ルドルフ・カール・ブルトマンらは処女降誕は史実ではなく神話であるとした。ハルナックはマリアが聖霊ではなく、ヨセフによって身ごもったと主張した。また聖公会のデイヴィッド・ジェンキンズ主教は処女降誕の史実性を疑っている。

### 新正統主義
新正統主義の代表的な神学者であるカール・バルトは教会の伝統に基づき、マリアを神の母と認める。また処女降誕も受け入れる。教会のマリア終生処女についてはマリアではなく、キリスト論の弁証のためとした。またローマ・カトリック教会のマリア崇敬は恐ろしい誤り、異端であると考えた。

### カリスマ派
カリスマ派の指導者手束正昭は神の母に反対し、カリスマ運動こそネストリウス派の再興であるとしている。

### 福音派
福音派は聖書信仰からルカによる福音書のマリアの賛歌はマリア自身によると認める。またマリア聖霊によって身ごもったという処女降誕を史実と信じている。ジョン・ストットはエフェソス公会議の「神であり人であるが単一の人格であること」、カルケドン信条「単一の人格でありながら、イエスが完全に神であり人であること」を受け入れるが、「神の母」には言及していない。